# 티아 모리
티아 더숀 모리(영어: Tia Dashon Mowry, 1978년 7월 6일 ~ )는 미국의 배우이다. 서독에서 태어났으며 잉글랜드, 아일랜드, 바하마, 아프리카의 혼혈이다.

## 출연 작품
- 마이 크리스마스 인 (2018)
- 웨딩 플라이트 (2013)
- 더 미슬-톤스 (2012)
- 더블 웨딩 (2010)
- 아메리칸 스탠다드 (2008)
- 코벤트리의 전설 2 (2007)
- 더 게임 (2006)
- 브랏츠 (2006)
- 코벤트리의 전설 (2005)
- 아메리카 넥스트 톱 모델 (2003)
- 핫 칙 (2002)
- 세븐틴 어게인 (2000)